# Academy of Saint Martin-in-the-Fields
La Academy of St Martin in the Fields è un'orchestra da camera inglese.

## Storia
L'orchestra venne fondata a Londra da sir Neville Marriner, allestendo un gruppo di strumentisti di altissimo livello. Il nome dell'orchestra fu mutuato dalla omonima chiesa sita a Trafalgar Square. In essa venne eseguito il primo concerto il 13 novembre 1959. I concerti iniziali nella Chiesa di St Martin in the Fields avvennero con una piccola orchestra senza direttore ed ebbero un ruolo importante nella riscoperta della musica barocca in Inghilterra. Essa si espanse inserendo strumenti a fiato ma rimanendo comunque flessibile, con la capacità di spaziare dal barocco al classicismo viennese e limitatamente agli autori più fruibili e di ascendenza neoclassica del tardo ottocento e del novecento storico. Il complesso raramente venne ingaggiato e si esibì anche in piccoli teatri inglesi esclusivamente sotto la direzione di Marriner per l'esecuzione di lavori teatrali mozartiani e rossiniani.
Le prime registrazioni avvennero con l'etichetta L'Oiseau-Lyre alla Conway Hall il 25 marzo 1961. Successivamente ha registrato per Argo, Capriccio Records, Chandos Records, Decca, EMI, Hänssler Classic, e Philips Records. L'orchestra ha una vasta discografia ed è l'orchestra da camera che ha realizzato il maggior numero di registrazioni con oltre 500 incisioni discografiche.
Oltre che i concerti e le registrazioni, l'orchestra ha eseguito le musiche dei film Amadeus (1984) e Il paziente inglese (diretta da Harry Rabinowitz e con John Constable come pianoforte solista). Il loro disco più venduto è stata la colonna sonora del film Amadeus.
Nel 1971 l'orchestra venne trasformata in A.S.M. (Orchestra) Limited con Neville Marriner come presidente fino al 1992, poi sostituito da Malcolm Latchem fino al 1994 e John Heley dal 1995. Neville Marriner è stato nominato presidente a vita.
Il Coro dell'Academy of St Martin in the Fields venne creato nel 1975 e fece il suo debutto nell'ottobre dello stesso anno. L'inno della UEFA Champions League, trasmesso come sigla durante le partite in televisione, è cantato da loro.